# Niccolò Gitto
Niccolò Gitto (Róma, 1986. október 12. –) olimpiai ezüstérmes (2012), világbajnok (2011), és Európa-bajnoki ezüstérmes (2010) olasz vízilabdázó, a Pro Recco játékosa.